# Os Passos em Volta
Os Passos em Volta é uma banda portuguesa de rock alternativo. É constituída por João Dória (guitarra/voz), João Marcelo (guitarra/voz), Júlia Reis (bateria), Maria Reis (guitarra/voz) e Pedro Saraiva (sintetizadores/baixo/voz). Formam parte da editora lisboeta Cafetra Records. 

Possui o mesmo nome que a obra homónima de Herberto Helder, publicada em 1963.

## Discografia
EP
- Leta (2009)

CD
- Até Morrer (2011)